# البصائر (أسبوعية جزائرية)
البصائر أسبوعية جزائرية تصدر باللغة العربية عن جمعية العلماء المسلمين الجزائريين. تعنى بشؤون الإسلام وجمعية العلماء المسلمين.

## وصلات خارجية
- الموقع الرسمي لأسبوعية البصائر.
- معلومات حول أسبوعية البصائر من موقع بوابة الصحافة الجزائرية
- خبر من موقع وكالة الأنباء الجزائرية عن جريدة البصائر
- مقال تعريفي من موقع الشروق عن البصائر